# Nøgleroman
Nøgleromaner er romaner, der har udgangspunkt i faktiske begivenheder og indeholder karakterer, der er baseret på faktiske personer.
Begrebet er afledet af det franske begreb roman à clef, der har en tilsvarende betydning. »Nøglen« til romanen er således kendskab til dens kontekst. Der gives ikke klare kriterier for, hvornår en roman er en nøgleroman, men man betoner ofte en høj grad af forankring i virkeligheden i dens skildring af emnestoffet.
Der er en række årsager til at skrive nøgleromaner, og foruden den øgede kunstneriske frihed kan valget skyldes bekymringer om at pådrage sig sociale eller juridiske konsekvenser, hvis værket kan opfattes injurierende eller vil kunne anvendes i bevisførelsen ved en retssag, der omhandler begivenheder skildret i værket.

## Eksempler på nøgleromaner
Den danske naturalist Herman Bangs Haabløse Slægter (1880) og Stuk (1887) er eksempler på nøgleromaner. I den første roman er der klare referencer til Bangs opvækst, mens han i Stuk i vid udstrækning henter inspiration til omgivelserne i københavnske kulturinstitutioner og lader sine karakterer basere på personer i den tids københavnske borgerskab og kulturelite.
Et andet – og lignende – eksempel fra samme periode er den svenske forfatter og dramaturg August Strindbergs Röda rummet fra 1879, der tilsvarende baserer sig på kulturlivet og borgerskabet i Stockholm, som det blev oplevet af Strindberg.
Amalie Skrams romaner, og deriblandt Constance Ring (1885) og Forraadt (1892) læses også bredt som nøgleromaner med udgangspunkt i forfatterens ægteskabelige forhold.
Laura Kieler, som var nær ven af Ibsen, anses for at have inspireret ham til Nora i Et dukkehjem. Kielers mand fik tuberkulose og måtte sydpå for at blive rask. Uden hans vidende optog Kieler et lån - det måtte en gift kvinde på den tid ikke. Hendes mand blev rask, og hun mente, hun kunne tjene nok som skribent til at få betalt sin gæld. Sådan gik det ikke, og sandheden kom for en dag. Hendes mand forlangte separation og nægtede hende også samværsret til børnene. Kieler fik et sammenbrud og tilbragte en måned på et psykiatrisk sygehus. Et par år senere bad manden hende dog om at komme hjem, hvad hun godtog for at kunne være sammen med sine børn. Fordi Laura Kieler var så kendt, kunne folk nemt genkende hendes skæbne i Et dukkehjem. Hun forsøgte derfor at få Ibsen til at benægte, at hun var model for Nora. Det ville han ikke, hvad der påførte Kieler mange problemer. 
Et modernistisk eksempel kan findes i Tom Kristensens Hærværk fra 1930, hvor hovedpersonen bærer lighed med forfatteren i form af både beskæftigelsen som kulturskribent på et radikalt dagblad og problemer med alkoholisme, og hvor faktiske personer som blandt andre Henrik Cavling er inspiration til de fleste af tekstens personer .
Den amerikanske forfatter Djuna Barnes' Nattens skove (engelsk: Nightwood) (1936) har udgangspunkt i forfatterens forhold til billedhuggeren Thelma Wood og den dadaistiske kunstner baronesse Elsa von Freytag-Loringhoven.
Den britiske forfatter George Orwells Animal Farm (1945) læses ofte allegorisk som en metafor for magtkampene i Sovjetunionens kommunistiske parti, mens Jack Kerouacs forfatterskab, inklusive hans hovedværk Vejene (engelsk: On the Road) (1957), kan opfattes som sammesat af nøgleromaner med udgangspunkt i Kerouacs oplevelser som beatnik.
Mere nutidigt og populær litterært er Hanne-Vibeke Holsts trilogi om den fiktive karakter Charlotte Damgaard, der indeholder romanerne Kronprinsessen, Kongemordet og Dronningeofret, og hvor der, på trods af forfatterens afvisninger af, at der er tale egentlige nøgleromaner, blandt andet kan drages paralleller til formandsopgøret i Socialdemokratiet i begyndelsen af 1990'erne.
Knud Romers roman Den som blinker er bange for døden fra 2006, bygger på forfatterens oplevelser under opvæksten i Nykøbing på Falster, og som efter udgivelsen resulterede i en polemik, fordi der var uenighed om sandfærdigheden af Romers skildring af sin opvækst.
Agnar Mykles Sangen om den røde rubin fra 1956 vakte skandale, fordi den var hentet fra virkeligheden med let genkendelige figurer i og omkring studentermiljøet i Bergen; ikke mindst de kvinder, han havde kendt og udleverede i sin bog. Den blev politianmeldt, og retssagen i 1957 endte med, at Mykle og Gyldendal blev frikendt, mens selve romanen blev betegnet som utugtig og beslaglagt hos forlaget og boghandlere over hele landet. Forbuddet blev ophævet i 1958. 
Den norske forfatterinde Rønnaug Kleivas debutroman Ingen reel fare fra 2003 blev trukket for retten af en kvinde, der mente sig genkendt i en af personerne. Kleiva blev frifundet. 
Karl Ove Knausgård har vundet international anerkendelse for sine erindringer, Min kamp. Hans ekskone Tonje Aursland har fortalt om, hvad det kostede hende at føle sig udleveret.

Truman Capote sagde om sin planlagte nøgleroman Answered prayers: "Al litteratur er sladder." Bogen blev imidlertid aldrig udgivet; men han lod trykke en forsmag, novellen La Côte Basque, 1965, i bladet Esquire i 1975. Novellen handler, tyndt maskeret, om hans omgangskreds – deres ægteskaber, utroskab og voldtægt, endog drab. Offentliggørelsen chokerede offentligheden og kostede Capote hans omdømme, sociale status og venskaber.